# Arvid Svärd
Carl Arvid Svärd, född 14 november 1888 i Himmeta socken, död 28 november 1977 i Skärholmens församling, var en svensk missionär och författare.
Arvid Svärd var son till soldaten och lantbrukaren Carl Svärd och Johanna Jansdotter. Han växte upp i ett av Rosenius' läsaranda präglat hem. Efter avslutad folkskola arbetade han vid bagerier på olika platser i Bergslagen och från 1905 vid en skofabrik i Örebro. Han anslöt sig till Svenska Baptistsamfundet 1906. Från 1910 ägnade han sig helt åt andlig verksamhet. Efter att ha genomgått en evangelistkurs i Stockholm 1911 studerade Svärd vid Betelseminariet i Stockholm 1912–1916 och var pastor i Tannefors 1916–1917 i väntan på att få gå ut som missionär till Belgiska Kongo. Så snart vägen dit efter första världskriget åter låg öppen, avreste han 1918 till missionsfältet, där han efter forskningsresor för den nya missionen grundade stationen Semendua i Basakataland (i norra delen av nuvarande Mai-Ndombe) 1920. Han förestod stationen till 1931 med avbrott för vistelser i Sverige 1922–1923 och 1926–1927. Svärd var redaktör för Svenska baptistsamfundets tidningsorgan Vecko-Posten från 1932. Han tjänstgjorde inom Svenska baptistsamfundets olika verkställande organ, var ledamot av Frikyrkliga pressmannaföreningens utskott från 1935 och vice ordförande i Förbundet för biblisk tro från 1939. Bland Svärds många skrifter angående missionens problem och historia märks Ödemarksbrev (1-2, 1925–1927), Hams förbannelse (1927) och Riksbyggare (1-3, 1929–1933). Allvar och temperament kännetecknade hans inlägg i den religiösa och allmänkulturella debatten, såsom Har Kristus det yttersta ordet? (1930) samt Ringen sluter sig (1938). Svärd författade även en rad pojkböcker.